# ستيفانو بيولي
ستيفانو بيولي (بالإيطالية: Stefano Pioli) وهو لاعب كرة قدم سابق ومدرب كرة قدم إيطالي حالياً ولد في يوم 20 أكتوبر 1965 في مدينة بارما في إيطاليا كان يلعب في مركز قلب الدفاع ولعب مع نادي يوفنتوس ونادي فيورينتينا ودرب فرق نادي بولونيا في سنة 1999، ودرب إنتر ميلان وكذلك نادي النصر السعودي ودرب أي سي ميلان والآن مُدربًا لنادي فيورنتينا .

## وصلات خارجية
- ستيفانو بيولي على موقع الاتحاد الأوربي (الإنجليزية)
- ستيفانو بيولي على موقع قاعدة بيانات كرة القدم.إي يو (الإنجليزية)
- ستيفانو بيولي على موقع بيانات كرة القدم. دي إي (الألمانية)
- ستيفانو بيولي على موقع Soccerbase.com (مدرب) (الإنجليزية)
- ستيفانو بيولي على موقع Soccerway.com (الإنجليزية)
- ستيفانو بيولي على موقع عالم كرة القدم.نت (الإنجليزية)